# Фудбалска репрезентација Молдавије
Фудбалска репрезентација Молдавије је фудбалски тим који представља Молдавију на међународним такмичењима и под контролом је Фудбалског савеза Молдавије. Након распада Совјетског Савеза, први меч као независна држава је одиграла 2. јуна 1991. против Грузије.
Њихова најбоља два резултата су дошла у размаку од месец дана један од другог средином 1990-их, током квалификација за Европско првенство 1996. 7. септембра 1994. победили су Грузију 1–0 у Тбилисију са голом Игора Опреа. Месец дана касније, тачније 12. октобра 1994, победили су Велс 3–2 у Кишињеву. Међутим, те победе им нису биле довољне да би се квалификовали на Европско првенство.

## Успеси

### Светска првенства
| Година       | Коло                  |
| ------------ | --------------------- |
| 1930 до 1994 | Није учествовала      |
| 1998 до 2022 | Није се квалификовала |
| Укупно       | 0/22                  |

Молдавија није учествовала у кв. за Светско првенство од 1930 до 1938. јер је у том периоду била у саставу Румуније
Молдавија није учествовала у кв. за Светско првенство од 1950 до 1994. јер је у том периоду била у саставу Совјетског Савеза

### Европска првенства
| Година       | Коло                  |
| ------------ | --------------------- |
| 1960 до 1992 | Није учествовала      |
| 1996 до 2020 | Није се квалификовала |
| Укупно       | 0/16                  |

Молдавија није учествовала у кв. за Европско првенство од 1960 до 1992. јер је у том периоду била у саставу Совјетског Савеза

### Лига нација
| Рекорди у УЕФА Лиги нација | Рекорди у УЕФА Лиги нација | Рекорди у УЕФА Лиги нација | Рекорди у УЕФА Лиги нација | Рекорди у УЕФА Лиги нација | Рекорди у УЕФА Лиги нација | Рекорди у УЕФА Лиги нација | Рекорди у УЕФА Лиги нација | Рекорди у УЕФА Лиги нација | Рекорди у УЕФА Лиги нација | Рекорди у УЕФА Лиги нација |
| Сезона                     | Лига                       | Група                      | ИГ                         | П                          | Н                          | И                          | ГД                         | ГП                         | П/И                        | Поз.                       |
| -------------------------- | -------------------------- | -------------------------- | -------------------------- | -------------------------- | -------------------------- | -------------------------- | -------------------------- | -------------------------- | -------------------------- | -------------------------- |
| 2018/19.                   | Д                          | 2                          | 6                          | 2                          | 3                          | 1                          | 4                          | 5                          | Раст                       | 48.                        |
| 2020/21.                   | Ц                          | 3                          | 8                          | 1                          | 1                          | 6                          | 3                          | 13                         | Пад                        | 48.                        |
| 2022/23.                   | Д                          | 1                          | 6                          | 4                          | 1                          | 1                          | 10                         | 6                          | Same position              | 51.                        |
| Укупно                     | Укупно                     | Укупно                     | 20                         | 7                          | 5                          | 8                          | 17                         | 24                         |                            |                            |

## Селектори
| Период     | Тренер              |
| 1991–1992. | Јон Карас           |
| 1992.      | Еуген Пијуновшчи    |
| 1992–1997. | Јон Карас           |
| 1998–1999. | Иван Данилијант     |
| 1999–2001. | Александру Матиура  |
| 2001.      | Александру Спиридон |
| 2002–2006. | Виктор Пасулко      |
| 2006–2007. | Анатол Теслев       |
| 2007–2009. | Игор Доброволски    |
| 2010–2011. | Гаврил Балинт       |
| 2012–2014. | Јон Карас           |
| 2014–2015. | Александру Куртиану |
| 2015.      | Стефан Стоица       |
| 2016.      | Игор Доброволски    |